# Liste des produits Motorola
Ce qui suit est une liste classée par catégorie de produits Motorola; des appareils pour utilisateur finaux aussi bien que les semi-conducteurs pour industriels (circuits intégrés, ICs), tout ce qui entoure un système radios, téléphones portables, microprocesseurs, microcontrôleurs, et processeurs de signaux numériques (DSP).

## Radio analogique

### Poste portable actuel
- GP320
- GP330
- GP340
- GP344
- GP360
- GP380
- GP388
- CP040

### Poste mobile actuel
- GM340
- GM360
- GM380
- CM340

### Ancien poste portable
- GP300
- GP900
- HT800
- HT600
- MX1000
- MX300
- MX3000

### Ancien poste mobile
- GM900
- GM950

## Téléphones portables

### Analogiques
- MicroTAC 550
- MicroTAC 650
- MicroTAC Elite
- MicroTAC Lite XL

### TDMA
- StarTAC (TDMA)
- Timeport (TDMA)
- C331t
- C353t
- V60i
- V60t
- V60t Couleur
- V120t

### GSM/GPRS
- 388c
- A009
- A388
- A630

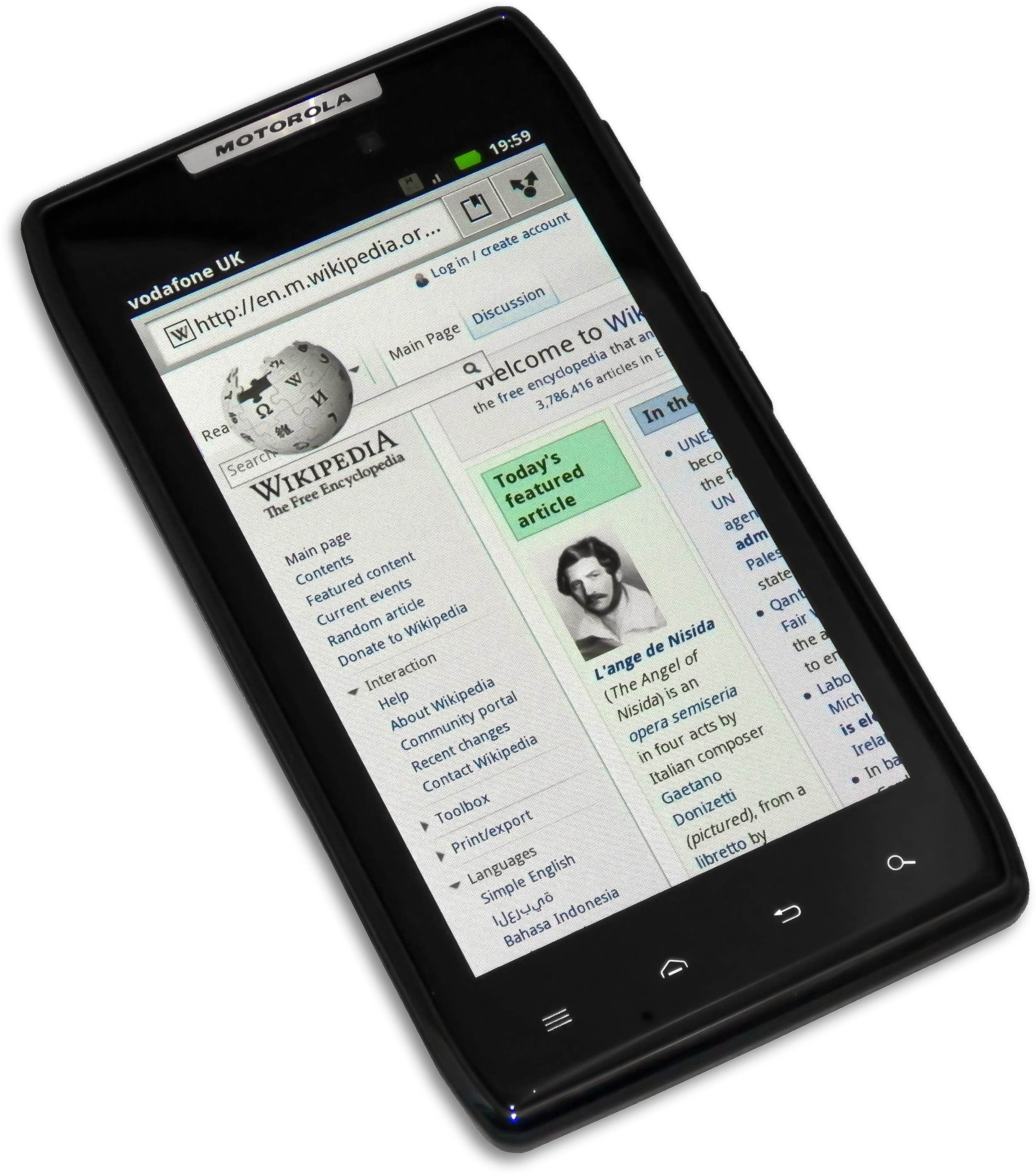
Motorola RAZR XT910

- A760 – Basé sur Linux, développé et présenté en Chine
- A768
- A780 GPS, Écran tactile, système Linux, applications installables
- A840 (CDMA pour US, GSM pour Europe/Asie)
- A6288
- C115
- C139
- C155
- C205
- C250
- C256
- C331g
- C332
- C333 (GSM)
- C350g
- C353
- C359
- C370
- C380
- C450
- C550
- C650
- MOTOROKR E1
- E365 – présenté en Chine
- E380
- E398
- E550
- E680
- MOTOKRZR K1
- L2
- L6
- L6 i-mode
- MOTOSLVR L7
- L7 i-mode
- Milestone - (Android 2.0)
- MPx200
- MPx220 (opère sur les 4 fréquences GSM - 850/900/1800/1900)
- StarTAC (GSM)
- Timeport (GSM)
- T191
- T280i
- T720 (GSM 850/1900)
- T720i (GSM 1900)
- T721 (GSM 850/1900)
- T722i (GSM 1900)
- T725 (GSM 900/1800/1900)
- T725e (GSM 850/1800/1900)
- MOTOPEBL U6
- MOTORAZR V3
- MOTORAZR V3i
- MOTORAZR V3x
- V60g
- V66
- V66i
- V70
- V80
- V100
- V150
- V180
- V220
- V300
- V303
- V360
- V400
- V400p
- V500/V501/V505/V525 (opère sur les 4 fréquences GSM - 850/900/1800/1900)
- V535/V545/V550/E550 (opère sur les 4 fréquences GSM - 850/900/1800/1900)
- V551
- V555
- V600 (opère sur les 4 fréquences GSM - 850/900/1800/1900)
- V620
- V690
- V750
- V872
- V878
- W220
- MOTORIZR Z3

### CDMA
- A840 (CDMA pour US, GSM pour Europe/Asie)
- C333 (CDMA)
- C341
- C343
- C343a
- E310
- StarTAC (CDMA)
- Timeport (CDMA)
- T300p
- T720 (CDMA)
- T730
- T731
- V120c
- V120e
- V120x
- V60
- V60c
- V60p
- V60v - Écran couleur
- V60x
- V65p
- V260
- V265
- V710
- V810
- W200

### iDEN
- i30sx - Nextel and Southern LINC
- i35s - Nextel and Southern LINC
- i50sx - Nextel
- i55sr / i58sr - Nextel and Southern LINC
- i60c - Nextel
- i80s - Nextel and Southern LINC
- i85s - Nextel and Southern LINC
- i90c - Nextel and Southern LINC
- i95cl / i90cl - Nextel and Southern LINC
- i205 - Nextel and Southern LINC
- i305 - Nextel and Southern LINC
- i315 - Nextel and Southern LINC
- i325 - Nextel and Southern LINC
- i710 / i730 / i733 - Nextel and Southern LINC
- i830 / i833 - Nextel and Southern LINC
- i860 - Nextel and Southern LINC
- i930 - Nextel

### WCDMA(UMTS)
- A830
- A835
- A845
- A920
- A925
- A1000
- C975
- C980
- E1000
- MOTORAZR V3xx
- MOTORAZR² V9
- V975
- V980
- V1000

### LTE
- série Motorola Moto E
- série Motorola Moto G
- série Motorola Moto X
- série Moto Z (en) (smartphone modulaire)
- série Motorola Edge (en)

## Semiconducteurs

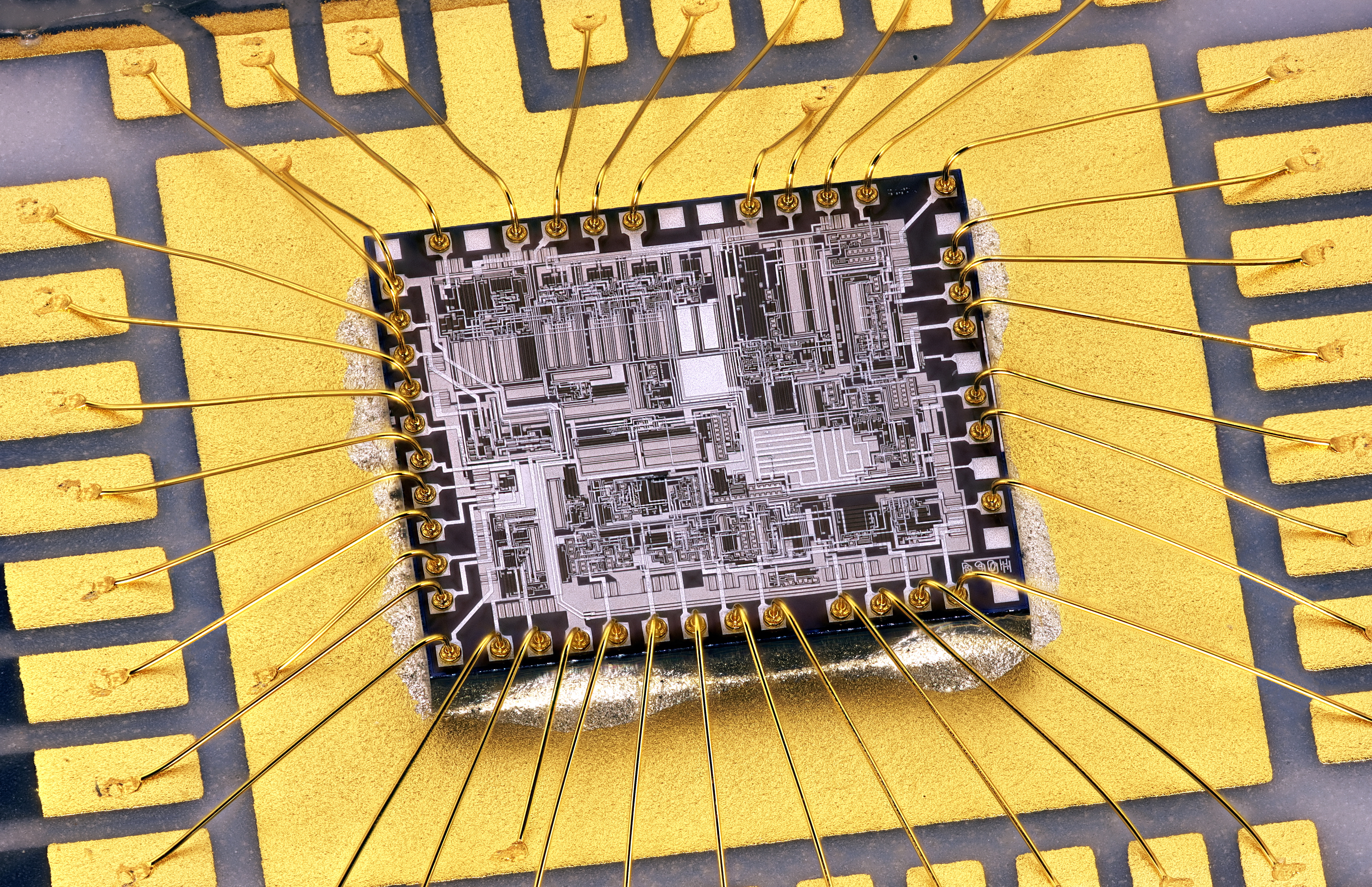
Amplificateur démodulateur Motorola GM350.

Note : à partir de mi-2004, ceux-ci font partie du portefeuille de produits de Freescale Semiconductor, Inc.

### Microprocesseurs

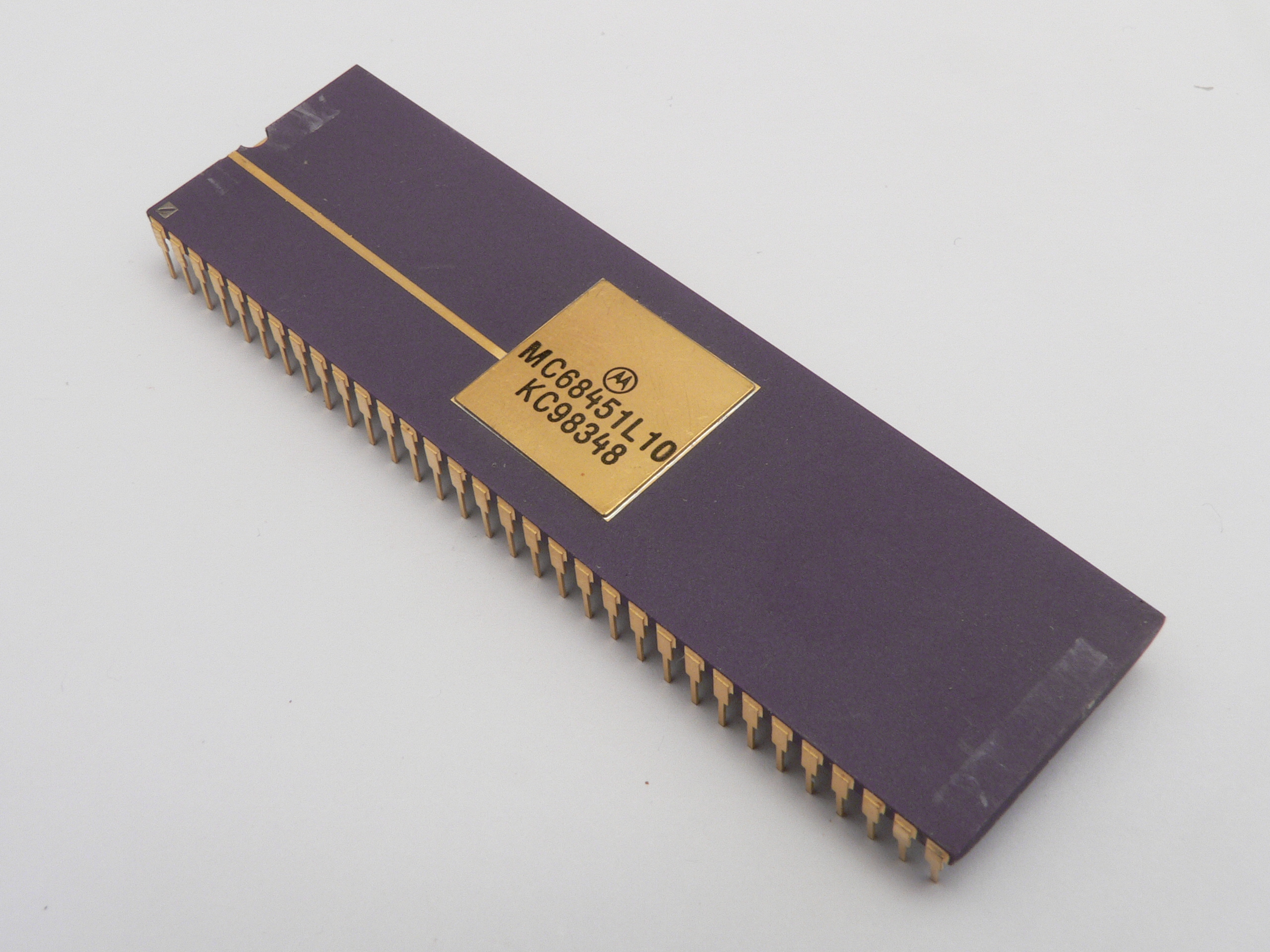
MC68451

- Motorola MC14500B Unité de contrôle industriel (ICU) (1-bit)
- Motorola 6800 (8 bits)
- Motorola 6802/6808 (8 bits)
- Motorola 6809 (8/16 bits)
- Motorola 68000 (16/32 bits)
- Motorola 68008 (8/16/32 bits)
- Motorola 68010 (16/32 bits)
- Motorola 68012 (16/32 bits)
- Motorola 68020 (32 bits)
- Motorola 68030 (32 bits)
- Motorola 68881 (FPU)
- Motorola 68882 (FPU)
- Motorola 68040 (32 bits + FPU)
- Motorola 68060 (32 bits + FPU)

- Motorola 88000
- Motorola DragonBall
- Motorola ColdFire

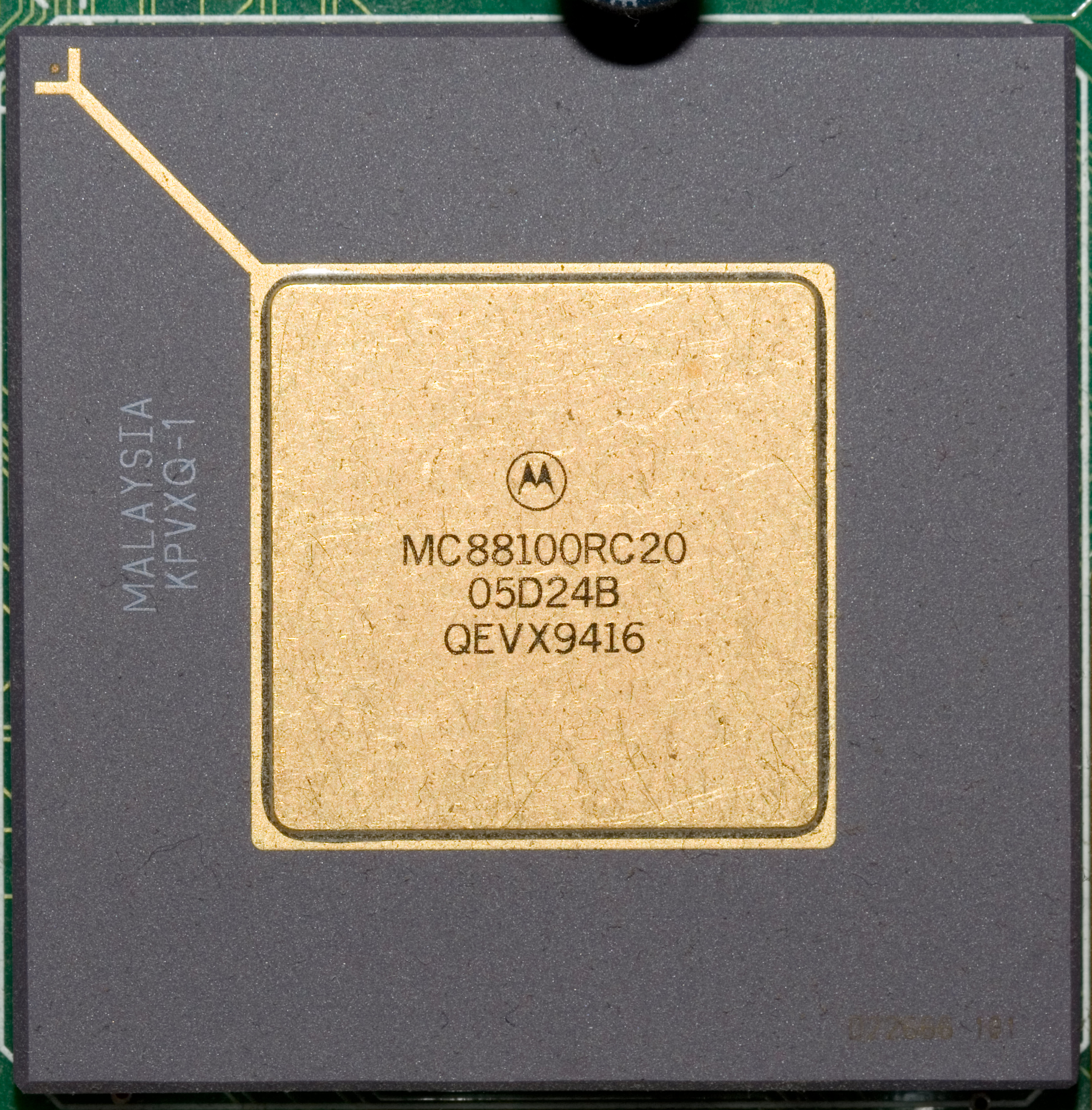
Motorola MC88100RC20

- PowerPC (Architecture 32/64 bits, en coopération avec IBM):
  - PowerPC 601 ("G1")
  - PowerPC 602, PowerPC 603, PowerPC 604, PowerPC 620 ("G2")
  - PPC 740/750/745/755 (PowerPC G3)
  - PPC 7400/7410/7450/7455 (PowerPC G4)
- Freescale e300 83xx PowerQUICC II Pro Family
- Freescale e500 85xx PowerQUICC III Family
- Freescale e600 86xx Future chip
- Freescale e700 87xx Future chip

### Microcontrôleurs
- Motorola 6801/6803
- Motorola 6804
- Motorola 6805/146805
- Motorola 68HC05 (CPU05)
- Motorola 68HC08 (CPU08)
- Motorola 68HC11 (CPU11)
- Motorola 68HC12 (CPU12)
- Motorola 68HC16 (CPU16)
- Motorola 683XX (CPU32)
- basé sur PowerPC
- Motorola MPC500
- MPC 860 (PowerQUICC)
- MPC 8240/8250 (PowerQUICC II)
- MPC 8540/8555/8560 (PowerQUICC III)

### Processeurs de signal numérique (DSP)
Note: la série des 56XXX est communément connue comme étant la série des 56000, ou 56K, et de la même manière celle des 96XXX est connue comme étant la série des 96000, ou 96K.
- Motorola DSP560XX (24 bits)
- Motorola DSP563XX (16/24 bits)
- Motorola DSP566XX (16 bits)
- Motorola DSP568XX (16 bits)
- Motorola DSP96XXX (32 bits)

## Infrastructure pour réseau mobile
- BSC (GSM)
- RXCDR (GSM)
- Horizon 2 Macro BTS (GSM)
- Horizon 2 Mini BTS (GSM)
- PCU (GSM)
- MSS - Mobile Soft Switch (Multiples technologies)